# فرانسوا كزافييه غوسلين
فرانسوا كزافييه غوسلين هو سياسي كندي، ولد في 1861، وتوفي في 21 مايو 1916. انتخب مفوض يوكون ‏.